# Dan Kersch
Dan Kersch (ur. 27 grudnia 1961 w Esch-sur-Alzette) – luksemburski polityk i samorządowiec, działacz Luksemburskiej Socjalistycznej Partii Robotniczej (LSAP), parlamentarzysta, od 2013 do 2022 minister, w latach 2020–2022 również wicepremier.

## Życiorys
Absolwent szkoły średniej wieczorowej, którą ukończył na początku lat 90. Pracował jako urzędnik samorządowy w Bettembourgu. Był członkiem Komunistycznej Partii Luksemburga, w 1991 wstąpił do Luksemburskiej Socjalistycznej Partii Robotniczej. Od 2000 był radnym gminy Mondercange, w latach 2006–2013 pełnił funkcję burmistrza. Od 2011 był jednocześnie członkiem Rady Stanu, organu doradczego w sprawach legislacji. Od 2009 do 2012 stał na czele organizacji SYVICOL, związku luksemburskich miast i gmin.
W wyborach w 2013 uzyskał mandat posła do Izby Deputowanych. W grudniu tegoż roku w rządzie Xaviera Bettela objął stanowisko ministra spraw wewnętrznych
oraz ministra służby cywilnej i reformy administracyjnej. W 2018 z powodzeniem ubiegał się o poselską reelekcję.
W grudniu 2018 w nowym gabinecie dotychczasowego premiera został ministrem sportu oraz ministrem pracy, zatrudnienia, gospodarki społecznej i solidarnościowej. W lutym 2020 dodatkowo objął stanowisko wicepremiera, zastępując na tej funkcji Etienne’a Schneidera. Ze wszystkich stanowisk rządowych odszedł w styczniu 2022, powracając do wykonywania mandatu poselskiego.